# Songs of Love and Hate
| Recensione              | Giudizio |
| ----------------------- | -------- |
| AllMusic                | [ 1 ]    |
| Robert Christgau        | A-       |
| Pitchfork               | [ 3 ]    |
| Piero Scaruffi          | [ 4 ]    |
| Ondarock                | [ 5 ]    |
| Dizionario del Pop-Rock | [ 6 ]    |
| 24.000 dischi           | [ 7 ]    |

Songs of Love and Hate è il terzo album discografico di Leonard Cohen, pubblicato nel 1971.

## Descrizione
Il disco, la cui copertina raffigura Cohen fotografato da Jacotte Chollet, è stato registrato nello Studio A di Nashville, con i tecnici del suono Neil Wilburn, Ed Hudson, e nei Trident Studios di Londra con il tecnico del suono Robin Cable.

## Cover
La canzone Famous Blue Raincoat termina con la sua "firma" Sincerely, L. Cohen, è stata tradotta in italiano da Sergio Bardotti e Fabrizio De André e incisa da Ornella Vanoni.
Un altro brano dell'album, Joan of Arc, è stato tradotto con il titolo Giovanna d'Arco sempre da De André e pubblicato su 45 giri, stavolta interpretato dallo stesso De André, insieme a un altro celebre brano di Cohen (Suzanne/Giovanna d'Arco del 1972), e poi inserito nell'album Canzoni del 1974. Il brano iniziale Avalanche è stato reinterpretato da Nick Cave e pubblicato come brano d'apertura del suo primo disco con i Bad Seeds, From Her to Eternity.

## Tracce

### LP
Lato A (AL 30103)
Testi e musiche di Leonard Cohen.
1. Avalanche – 4:59
2. Last Year's Man – 5:58
3. Dress Rehearsal Rag – 6:02
4. Diamonds in the Mine – 4:00

Lato B (BL 30103)
Testi e musiche di Leonard Cohen.
1. Love Calls You by Your Name – 5:37
2. Famous Blue Raincoat – 5:06
3. Sing Another Song, Boys (live all'Isle of Wight Festival il 31 agosto 1970) – 6:09
4. Joan of Arc – 6:22

### CD
Edizione CD del 2007, pubblicato dalla Columbia/Legacy Records (8697 09387 2)
Testi e musiche di Leonard Cohen.
1. Avalanche – 5:02
2. Last Year's Man – 6:00
3. Dress Rehearsal Rag – 6:06
4. Diamonds in the Mine – 3:50
5. Love Calls You by Your Name – 5:40
6. Famous Blue Raincoat – 5:11
7. Sing Another Song, Boys – 6:14
8. Joan of Arc – 6:26
9. Dress Rehearsal Rag – 5:38 – Traccia bonus - Early Version

## Musicisti
- Leonard Cohen – voce, chitarra acustica
- Ron Cornelius – chitarra elettrica, chitarra acustica
- Elkin "Bubba" Fowler – banjo, basso, chitarra acustica
- Charlie Daniels – basso, violino, chitarra acustica
- Bob Johnston – piano
- Colynn Hanney e Susan Mussman – cori
- The Corona Academy – coro di bambini
- Paul Buckmaster – arrangiamento e direzione orchestra d'archi e fiati
- Michael Sahl – archi (nel terzo verso di Last Year's Man)

Note aggiuntive
- Bob Johnston – produttore
- Neil Wilburn e Ed Hudson – ingegneri delle registrazioni (Studio A di Nashville)
- Robin Cable – ingegnere delle registrazioni (Trident Studios di Londra)
- Jacotte Chollet – foto copertina album
- John Berg – design copertina album[12]

## Classifica
Album
| Anno | Classifica            | Posizione raggiunta |
| ---- | --------------------- | ------------------- |
| 1971 | Billboard 200         | 145                 |
| 1971 | Official Albums Chart | 4                   |